# Bái táng gāo
Le bái táng gāo (ou baak tong gou) une pâtisserie chinoise. C'est l'une des pâtisseries les plus courantes à Hong Kong, mais plus rarement vendue dans les boulangeries des quartiers chinois dans les autres pays. 
Il est composé de farine de riz, de sucre blanc, d’eau et de levure,. 
Le bái táng gāo est vendu en parts carrées individuelles ou en mini triangles. Ce gâteau est de couleur blanche, avec une consistance spongieuse et douce. Le goût est suave, parfois légèrement acide en raison de la fermentation de la pâte avant la cuisson. Il est cuit à la vapeur, ce qui lui confère une texture humide, douce et moelleuse, en opposition à une texture sèche et ferme s'il reste exposé à l'air. Il est conservé sous une couverture pour préserver l'humidité et est généralement servi chaud, car moins moelleux lorsqu'il est froid. Lors de sa fabrication, la pâte est soit versée dans un bol pour une cuisson vapeur, dans un cuit vapeur chinois ou dans une feuille d'aluminium. La pâte peut également être composée de farine de riz brun et de sucre brun.
Une version vietnamienne appelée bánh bò utilise du lait de coco en supplément ou en remplacement de l'eau et ne présente pas l'acidité qui caractérise souvent la version chinoise.

## Noms
On retrouve ce gâteau sous de multiples noms dont :
- baak tong gou (cantonais)
- bai tang gao (mandarin)
- pak thong koh (malais)
- puting asukal bibingka (philippin)